# Kudlov

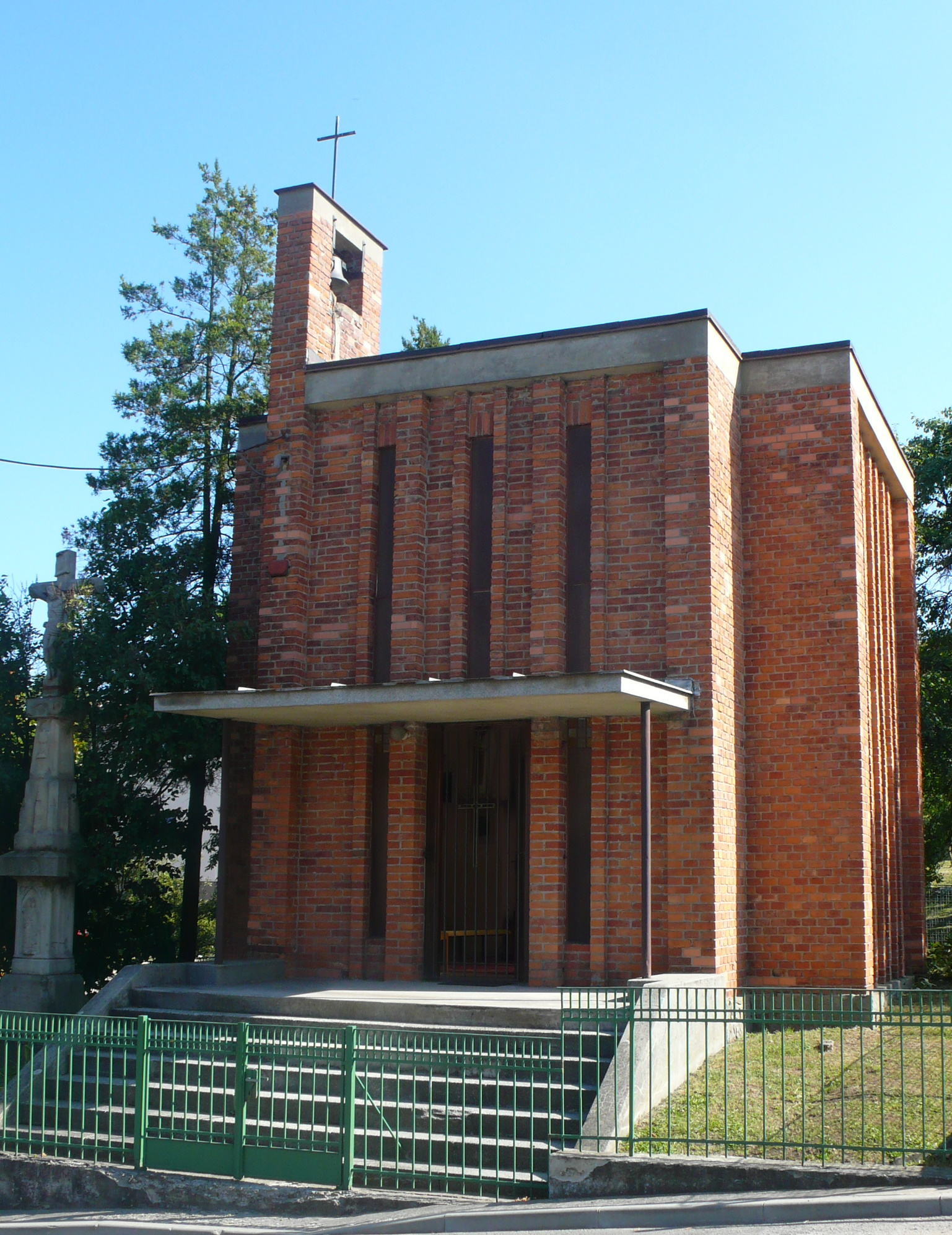
Kapelle des hl. Wenzel

Kudlov (deutsch Kudlow) ist ein Stadtteil von Zlín in Tschechien. Er liegt drei Kilometer südöstlich des Stadtzentrums von Zlín und gehört zum Okres Zlín. Bekanntheit erlangten die hier ansässigen Zlíner Filmateliers.

## Geographie
Kudlov erstreckt sich im Wisowitzer Bergland rechtsseitig über dem Tal des Baches Kudlovský potok bis auf den Hügel Záhumenní. Im Ort entspringt der Kudlovský potok, östlich der Jaroslavický potok und südöstlich die Březnice. Nördlich erhebt sich der Díly (437 m), im Südosten der Záhumenní (462 m), westlich die Tlustá hora (458 m) und im Nordwesten der Barabaš (410 m). Anderthalb Kilometer westlich des Dorfes befindet sich der Waldfriedhof Zlín.
Nachbarorte sind Zlín im Norden, Jaroslavice im Nordosten, Strže und Vavrušky im Osten, Jaroslavické Paseky, Láze und Paseky im Südosten, Filíkovy Paseky im Süden, Březnice und Záhutí im Südwesten sowie Fabiánka  und Malenovice im Westen.

## Geschichte
Kudlow entstand zwischen 1550 und 1570 als Ansiedlung von Pasekaren. Die erste schriftliche Erwähnung des zur Herrschaft Zlín gehörigen Dorfes erfolgte im Jahre 1571 in der Olmützer Landtafel. Im Jahre 1589 besaßen Burian und Friedrich Tettauer von Tettau den Ort. Während des Dreißigjährigen Krieges beteiligten sich die Bewohner von Kudlow ab 1620 am Walachischen Aufstand. Unter Führung von Mikuláš Vrla wurde 1627 eine Delegation aus dem Dorf am Wiener Hofe vorstellig, wo sie festgenommen wurde. Nach der Niederschlagung des Aufstandes gehörte zu den Hingerichteten auch Václav Kotvica aus Kudlov. Bis zur Mitte des 19. Jahrhunderts blieb Kudlov immer nach Zlín untertänig.
Nach der Aufhebung der Patrimonialherrschaften bildete Kudlov / Kudlow ab 1850 eine Gemeinde in der Bezirkshauptmannschaft Holešov. Die Bewohner lebten von der Landwirtschaft, die wegen des steinigen Bodens wenig ertragreich war. Im Jahre 1890 wurde in der Ortslage Skalka ein Gefäß mit 217 Silbergroschen aufgefunden, das wahrscheinlich während des Dreißigjährigen Krieges vergraben worden war.
Im Jahre 1901 lebten in den 106 Häusern von Kudlov 583 Menschen. 1906 wanderten elf Einwohner nach Amerika aus. 1930 hatte Kudlov 913 Einwohner. 1935 wurde die Gemeinde dem neuerrichteten Bezirk Zlín zugeordnet. Im Oktober 1935 entstanden westlich von Kudlov die Filmové ateliéry Baťa, die zunächst als kleines Filmstudio zur Produktion von Werbefilmen für den Baťa-Konzern dienten. Neben dem Filmstudio ließ das Unternehmen die Wohnkolonie Fabiánka für die Beschäftigten der FAB anlegen. 1937 war die Einwohnerzahl auf 1051 angestiegen. Am 20. Mai 1938 wurde Kudlov erstmals nach Zlín eingemeindet. Während der deutschen Besetzung wurde die Eingemeindung wieder aufgehoben, nach Kriegsende kam Kudlov erneut als Ortsteil zu Zlín. Am 17. Mai 1954 wurde Kudlov wieder ein eigenständiger Ort. In den 1950er und 1970er Jahren entstand neben der Kolonie Fabiánka das neue Wohnviertel Švermova, das heute den Namen Filmové ateliéry trägt. Zum 14. Juni 1964 wurde Kudlov erneut in die Stadt Gottwaldov, die seit 1990 wieder den Namen Zlín trägt, eingemeindet. Im Jahre 1991 hatte Kudlov 1357 Einwohner. Beim Zensus von 2001 lebten in den 407 Häusern des Dorfes 1476 Personen.

## Ortsgliederung
Zu Kudlov gehören die Ansiedlungen Fabiánka und Strže.

## Sehenswürdigkeiten
- Kapelle des hl. Wenzel, das 1927 nach Plänen von František Lydie Gahura errichtete Bauwerk wurde am 22. September 1929 geweiht
- Burgstall Hradisko, nordwestlich des Dorfes auf dem Sporn über dem Tal des Kudlovský potok
- Waldfriedhof Zlín

## Söhne und Töchter des Ortes
- František Lydie Gahura (1891–1958), Architekt